# Oxyrhachis fuscicornis
Oxyrhachis fuscicornis är en insektsart som beskrevs av Ernst Friedrich Germar. Oxyrhachis fuscicornis ingår i släktet Oxyrhachis och familjen hornstritar. Inga underarter finns listade i Catalogue of Life.